# کوزوووو (شهرستان گنگزنو)
کوزوووو (به لهستانی:  Kozłowo) یک روستا در لهستان است که در گمینا تژمشنو واقع شده‌است.